# Lianjiangzhen (ort i Kina, Jiangxi Sheng, lat 26,34, long 115,36)
Lianjiangzhen är en ort i Kina. Den ligger i provinsen Jiangxi, i den sydöstra delen av landet, omkring 270 kilometer söder om provinshuvudstaden Nanchang. Antalet invånare är 123 195. Befolkningen består av 57 033 kvinnor och 66 162 män. Barn under 15 år utgör 22,0 %, vuxna 15-64 år 71 %, och äldre över 65 år 5,0 %.
Runt Lianjiangzhen är det ganska tätbefolkat, med 192 invånare per kvadratkilometer. Lianjiangzhen är det största samhället i trakten. I omgivningarna runt Lianjiangzhen växer huvudsakligen savannskog.
Genomsnittlig årsnederbörd är 1 925 millimeter. Den regnigaste månaden är maj, med i genomsnitt 327 mm nederbörd, och den torraste är oktober, med 21 mm nederbörd.